# Cream

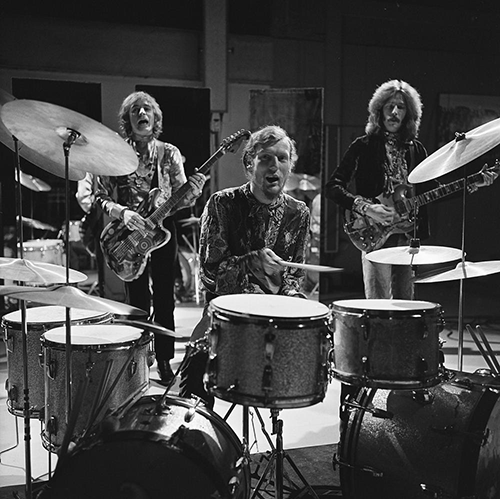
Cream 1968.

Cream var ett brittiskt rockband bildat 1966 som bestod av Eric Clapton (gitarr, sång), Jack Bruce (sång, basgitarr, munspel, cello, med mera) och Ginger Baker (trummor). Cream spelade blues och rock med psykedeliska inslag och var en av de mest framgångsrika grupperna inom power trio-formatet. Cream har även kallats för den första "supergruppen".

## Historia
Bandet var omåttligt populärt under sina bara två år som aktiv grupp. De lade en del av grunden till den kommande hårdrocken med låtar som "Sunshine of Your Love" och "Strange Brew". Andra låtar som har blivit klassiska är "White Room" och "Badge". Cream gjorde även en cover på Robert Johnsons "Cross Road Blues", som i Creams version heter "Crossroads". Robert Stigwood verkade som manager åt bandet och senare, efter dess upplösning, åt Eric Clapton. Cream invaldes år 1993 i Rock and Roll Hall of Fame.

### Bildande och första albumet
Eric Clapton var en känd elgitarrist i England efter att ha varit medlem i The Yardbirds och John Mayall's Bluesbreakers. Han kom i kontakt med Ginger Baker som då spelade i The Graham Bond Organisation och båda förenades i viljan att starta ett nytt band. Clapton föreslog sedan Jack Bruce som basist. Även han hade spelat i The Bluesbreakers och med Graham Bond. Efter en hel del spelningar släppte de äntligen sin första singel "Wrapping Paper" i oktober 1966. Denna jazzbetonade låt var en besvikelse för fansen och blev ingen större succé, men den nådde trots allt trettiofjärde plats på UK Singles Chart. Två månader senare, i december 1966, gav de däremot ut singeln "I Feel Free", som blev deras stora genombrott med en elfteplats på brittiska singellistan. Samtidigt släpptes deras första album Fresh Cream. Albumet innehöll till hälften originalkompositioner och till hälften gamla blueskompositioner av exempelvis Robert Johnson och Willie Dixon. Det var bara den amerikanska versionen av albumet som innehöll "I Feel Free".

### Andra albumet
Gruppens andra album Disraeli Gears lanserades i november 1967 och nådde topp 5-placering både i USA och Storbritannien. Albumet innehöll två av gruppens stora hitsinglar; "Strange Brew" och "Sunshine of Your Love". Albumets korta kompositioner var dock inte representativa för hur de lät under konsert. Gruppen föredrog att framföra långa improviserade stycken. Exempel på detta återfinns på gruppens tredje album; dubbel-LP:n Wheels of Fire. Andra halvan av albumet innehåller liveinspelningar från San Francisco 1968, till exempel en 16 minuter lång version av Willie Dixons "Spoonful". Albumet innehöll även hitsingeln "White Room".

### Upplösning och tredje albumet
Att bandet hade enats om att gå skilda vägar 1968 mottogs med stor förvåning från många håll, då gruppen fortfarande var en av de största inom sin genre. Enligt Clapton var en bidragande orsak rivaliteten mellan Jack Bruce och Ginger Baker, där de försökte överträffa varandra. Clapton ska exempelvis vid ett tillfälle ha slutat spela under en konsert och Bruce och Baker märkte inget utan fortsatte energiskt att spela. De genomförde en avskedsturné i USA och Storbritannien, som avslutades i London i november 1968. Deras sista album, Goodbye, släpptes 1969 då gruppen redan var upplöst. Det innehöll hitlåten "Badge", där George Harrison var medkompositör och medverkade under pseudonym.
Clapton spelade sedan med Delaney & Bonnie och bildade kortvarigt grupperna Blind Faith och Derek and the Dominos, innan han blev soloartist. Baker bildade sin egen rockgrupp Ginger Baker's Air Force.

### Återförening
De återförenades i samband med att de blev invalda i Rock and Roll Hall of Fame 1993 och spelade låtarna "Sunshine of Your Love", "Crossroads" och "Born Under a Bad Sign". I maj 2005 återförenades de tillfälligt för fyra konserter på Royal Albert Hall i London. De spelade även på Madison Square Garden i USA. Detta blev sista gången gruppen uppträdde. Bruce avled efter en tids sjukdom i oktober 2014. Baker avled i oktober 2019, vilket lämnar Clapton som den enda bandmedlemmen vid liv.

## Diskografi
Studioalbum
- Fresh Cream (1966)
- Disraeli Gears (1967)
- Wheels of Fire (1968)
- Goodbye (1969)

Livealbum
- Live Cream (1970)
- Live Cream Volume II (1972)
- Royal Albert Hall London May 2-3-5-6 2005 (2005)

Singlar
- "Wrapping Paper" / "Cat's Squirrel" (oktober 1966)
- "I Feel Free" / "N.S.U." (december 1966)
- "Strange Brew" / "Tales of Brave Ulysses" (juni 1967)
- "Anyone for Tennis" / "Pressed Rat and Warthog" (maj 1968)
- "Sunshine of Your Love" / "SWLABR" (september 1968)
- "Spoonful part 1" / "Spoonful part 2" (september 1968)
- "White Room" / "Those Were the Days" (januari 1969)
- "Crossroads" / "Passing the Time" (januari 1969)
- "Badge" / "What a Bringdown" (april 1969)
- "Sweet Wine" / "Lawdy Mama" (juni 1970

Samlingsalbum
- Best of Cream  (1969)
- Heavy Cream  (1972)
- Strange Brew: The Very Best of Cream  (1983)
- Creme de la Cream  (1992)
- The Very Best of Cream  (1995)
- Those Were the Days  (1997)
- 20th Century Masters: The Millennium Collection: The Best of Cream  (2000)
- BBC Sessions  (2003)
- Cream Gold  (2005)